# De Wisselwachters
De Wisselwachters is verschenen in 2012 en is het zevenentwintigste deel uit de stripreeks Storm, getekend door Romano Molenaar en ingekleurd door Jorg de Vos naar een scenario van Jorg de Vos. Het is het achttiende deel van de subreeks De kronieken van Pandarve.
Het verhaal werd voorgepubliceerd in het stripblad Eppo.